# Sakda Kaewbuadee
Sakda Kaewbuadee (in thailandese ศักดา แก้วบัวดี; Kanchanaburi, 25 dicembre 1978) è un attore thailandese.

## Biografia
Nato a Kanchanaburi, Kaewbuadee lasciò la sua città natale a quindici anni per trasferirsi a Bangkok, dove trovò diversi lavori in negozi come Kentucky Fried Chicken e 7-Eleven. Dopo aver trascorso un anno nell'esercito tornò nella capitale, dove il regista thailandese Apichatpong Weerasethakul (a lui sconosciuto) lo fermò per strada e gli offrì di interpretare uno dei due ruoli principali del suo prossimo film Tropical Malady. Al riguardo, Sakda disse: «scoppiai a ridere. L'ho trovato assurdo. Per me, la mia faccia era troppo strana per apparire su uno schermo».
Da quell'incontro, Kaewbaudee ebbe un ruolo secondario nella maggior parte dei lungometraggi di Weerasethakul: Sakda in Sang sattawat (2006), Tong ne Lo zio Boonmee che si ricorda le vite precedenti (2010) e in Cemetery of Splendour (2015).
Dal 2017 conduce una campagna per la difesa dei rifugiati in Thailandia.

## Filmografia

### Lungometraggi
- Tropical Malady (Satpralat), regia di Apichatpong Weerasethakul (2004)
- Sang sattawat, regia di Apichatpong Weerasethakul (2006)
- Deep in the Jungle, regia di Teerawat Rujintham (2008)
- 6:66 Dtaai Mai Daai Dtaai, regia di Taklaew Rueangrat (2009)
- Lo zio Boonmee che si ricorda le vite precedenti (Lung Bunmi Raluek Chat), regia di Apichatpong Weerasethakul (2010)
- Cemetery of Splendour (Rak ti Khon Kaen), regia di Apichatpong Weerasethakul (2015)
- Ten Years Thailand, regia di Aditya Assarat, Wisit Sasanatieng, Chulayarnon Siriphol e Apichatpong Weerasethakul (2018)

### Mediometraggi
- Mekong Hotel, regia di Apichatpong Weerasethakul (2012)
- La terre penche, regia di Christelle Lheureux (2012)

### Cortometraggi
- Ghost of Asia, regia di Christelle Lheureux e Apichatpong Weerasethakul (2005)
- My Mother's Garden, regia di Apichatpong Weerasethakul (2007)
- Morakot, regia di Apichatpong Weerasethakul (2008)
- 69, regia di Somkid Phukphong (2011)
- Sakda, regia di Apichatpong Weerasethakul (2012)
- Madeleine et les deux Apaches, regia di Christelle Lheureux (2014)